# Еникеева, Светлана Ахметовна
Еникеева Светлана Ахметовна (10 апреля 1946 года, Уфа) — аллерголог-иммунолог. Доктор медицинских наук (1991), профессор(1996). Заслуженный врач Башкирской АССР (1986). Отличник здравоохранения СССР (1981).

## Биография
Светлана Еникеева происходит из старинного татарского княжеского рода Еникеевых (Еникей Тенишевич князь Кугушев правил Темниковским княжеством).
Дочь общественного и государственного деятеля Ахмета Сафиулловича Еникеева, сестра профессора Дамира Еникеева. Мать-Ханифа Сафиулловна Терегулова (потомок татарских мурз Терегуловых), педагог. Родилась 10 апреля 1946 года в Уфе.
Окончила Башкирский государственный медицинский институт (1971), Башкирскую академию государственной службы и управления (1998).
C 1971 года работала на предприятии «Иммунопрепарат».
В 1978 году защитила диссертацию на соискание научной степни кандидата медицинских наук.
С 1980 года — старший научный сотрудник, в 1981—1997 годах — заведующая лабораторией предприятия «Иммунопрепарат», одновременно в 1987—1994 годах — начальник цеха препаратов крови УфНИИВС им. И. И. Мечникова .
В 1991 году защитила докторскую диссертацию, профессор (1996). Член-корреспондент Российской академии естественных наук (РАЕН, 1998).
В 2002—2004 годах — преподаватель в БАГСУ. Была избрана председателем республиканской партии «Женщины за мир, счастье детей и прогресс» (1993—1999).
Депутат Верховного Совета Республики Башкортостан XII-го созыва (1990—1993) (1995—1999) и Государственного собрания Республики Башкортостан I-го созыва (1995—1999).
Заслуженный врач Башкирской АССР (1986).
Отличник здравоохранения СССР (1981).

## Научная деятельность
Научная деятельность Светланы Еникеевой посвящена разработке препаратов по лечению аллергических заболеваний, изучению роли микроклимата пещер (на примере Шульган-Таш) в лечении гормонозависимых больных бронхиальной астмой. Под руководством Еникеевой разработаны и внедрены в производство система выхаживания новорождённых, технологии переработки крови с получением (впервые в России) минорных белков плазмы, иммунорегулирующих препаратов (противоаллергический иммуноглобулин, орозин, церулоплазмин).
Автор около 300 научных трудов и 15 изобретений.

## Почётные звания
- Отличник здравоохранения СССР (1981)
- Заслуженный врач Башкирской АССР (1986).

## Награды
- Лауреат выставки научно-технического творчества молодежи социалистических стран (1978).
- Серебряная медаль ВДНХ за разработку отечественного противоаллергического иммуноглобулина (1985).
- Медали им. И. И. Мечникова, В. А. Неговского «За заслуги в научных исследованиях»[5] .

## Основные научные труды
- Иммунодиагностика и иммунокоррекция в педиатрической практике. Уфа, 1998 (соавт.);
- Местные аллергические реакции и реанимация. Уфа, 1999 (соавт.);
- Микроциркуляция мягкой мозговой оболочки и сетчатки глаза в постреанимационном периоде. Уфа, 2004 (соавт.).